# 雨社山聚落
23°48′15″N 120°52′56″E / 23.80419°N 120.88223°E
雨社山聚落（邵語：Tuapinaa wa Thau，亦稱大坪林邵族聚落）為位於臺灣南投縣水里鄉頂崁村的一個邵族聚落、地處海拔高度 600－940公尺之間的中高度山坡地，也是邵族兩大主要聚落之一。 成立於台灣日治時期，是水里鄉唯一的邵族聚落。

## 聚落概況
邵族兩大主要的聚落地區為：(1).「Barawbaw」(日月村/卜吉社/北窟)、(2).「Taypina」(大坪林、原在 Shtafari(頭社))。 早年因台灣閩南人大量湧入卜吉社及頭社等地區，故而 Shtafari 邵族於台灣日治時期遷移至南投水里鄉頂崁村台21線集里路第1鄰到第3鄰、即〈下庄仔〉、〈中庄仔〉、〈頂(長)庄仔〉3個鄰，之大平巷地區落戶、即為「Taypina」(大坪林邵族)。而其聚落稱為「雨社山聚落」，至2012年聚落社區人口數約 98人。
聚落地區座落有雨社山、北雨社山、後尖山，及頭社山等中央山脈之稜脈，聚落主要位於後尖山至雨社山之主稜線西側平緩地區。逐鹿古道亦跨越雨社聚落地區之山脈。 與其他鄉村原住民聚落不同的是，雨社山聚落為大部分都有氏族關係所組成之散村形聚落，而非一般傳統聚落由散居鄉村地區的個別原住民聚集而成。

### 毛氏族
邵族有袁、石、毛三大氏族，所居領域各不同。早期水里一帶為毛氏頭目之統轄地。台灣日治時期毛氏族遷至大平林地區；而最後一任頭目(dadu)毛熊山逝世於1994年2月13日後並無傳承，現今大平林地區已無頭目制度。 大平林地區目前也已完全不使用邵語、只講台灣閩南語，也無邵族文化標誌「公媽籃」(ulalaluan <a qafay>/祖靈籃)的信仰。

## 參閲
- 益則坑(Aksa、水里鄉民和村)

## 外部連結
- 南投縣水里鄉邵族雨社山聚落產業促進會[永久]
- 水里鄉逐鹿古道/雨社山 （页面存档备份，存于）
- 逐鹿古道--雨社山/後尖山/頭社山 （页面存档备份，存于）
- 頭社盆地-日月潭國家風景區
- 益則坑傳說
- 雨社山休閒山莊[]